# Смоленский лён (музей)
Музей «Смоленский лён» — музей в Смоленске, входит в состав Смоленского государственного музея-заповедника. Создан в 1980 году. Самый старый в России музей льна.

## История
Музей «Смоленский лён» был открыт 25 декабря 1980 года как один из отделов Государственного музея-заповедника. Это был первый музей, посвящённый русскому льноводству. Первоначально музей был расположен в центре Смоленска на Большой Советской улице в здании собора Троицкого монастыря. В 2011 году он был переведён в здание музея «Русская старина» на улице Тенишевой, 7. 4 декабря 2012 года музей «Смоленский лён» открылся в Никольской башне Смоленской крепостной стены.

## Экспозиция

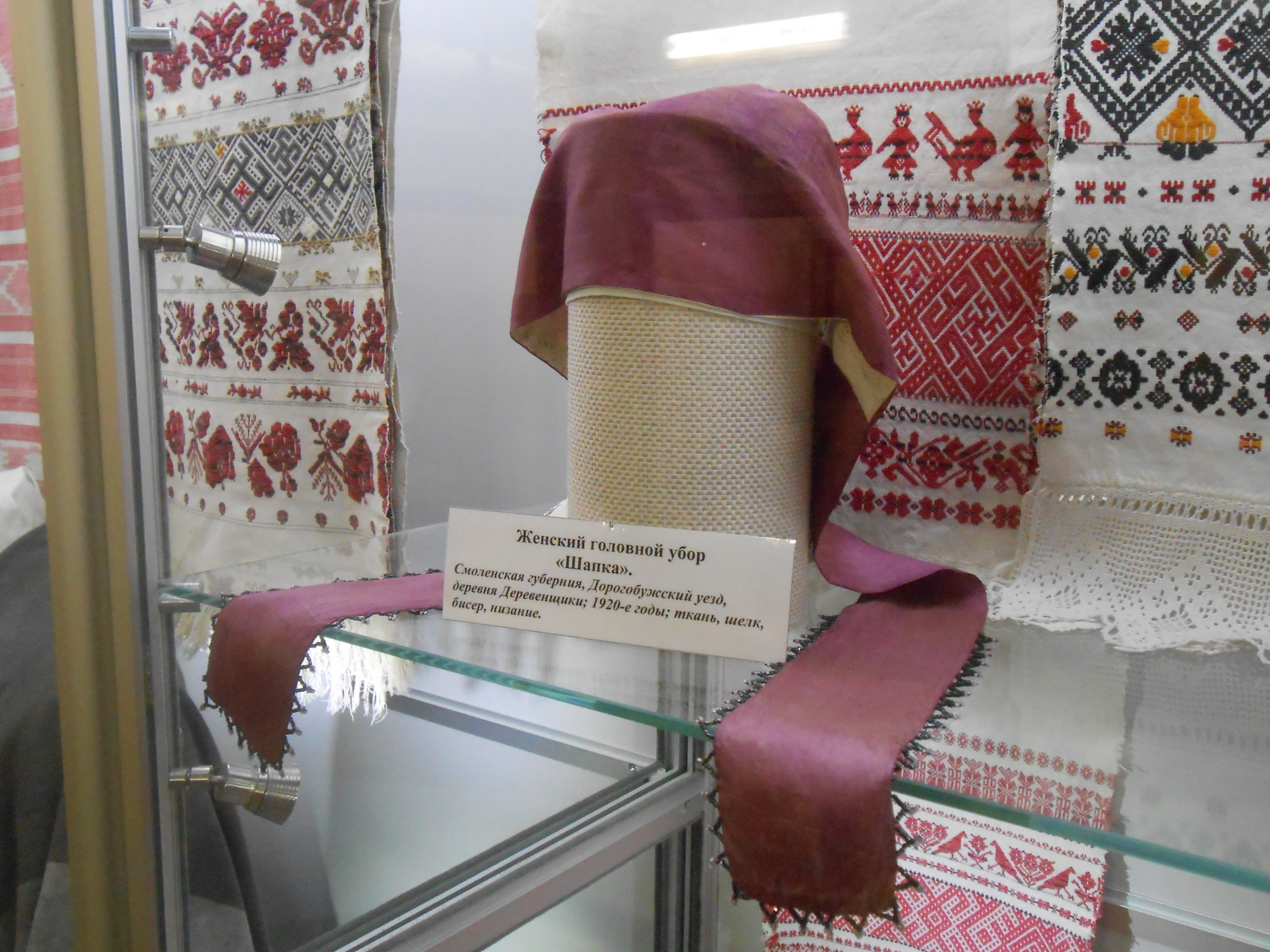
Музейные экспонаты

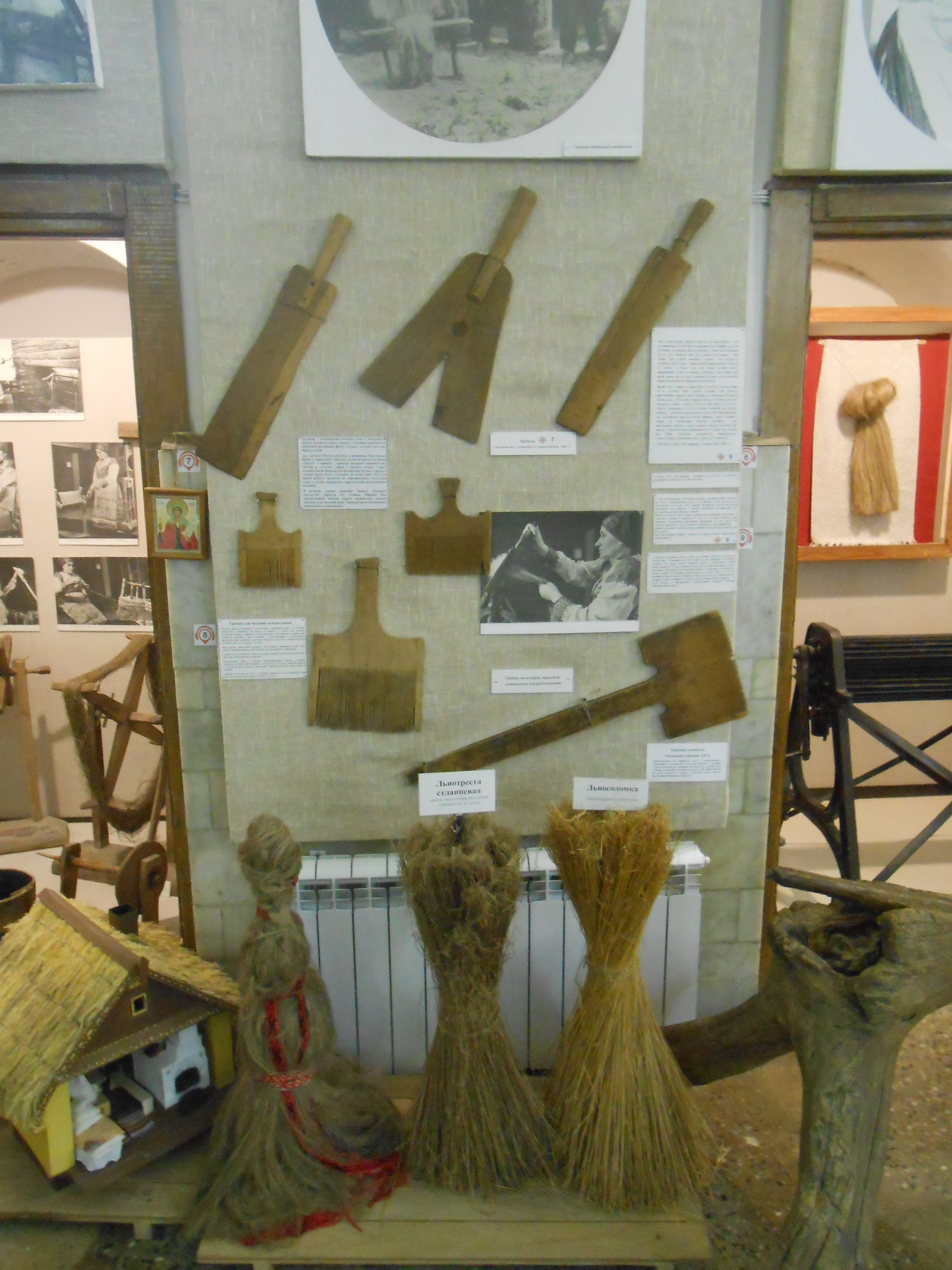
Фрагмент экспозиции

Здесь полно и подробно представлена история развития льноводства на Смоленщине. Эту экспозицию называют гимном «северному шёлку». В неё вошли пахотные орудия, орудия для возделывания и обработки льна, богатая коллекция смоленского костюма с поясами и головными уборами, ярко демонстрирующая красоту русского народного искусства. Особый интерес посетителей вызывают различные прялки — от самых примитивных до автоматических, которыми пользуются сейчас на фабриках и заводах. Посетители музея имеют возможность приобрести навыки плетения поясов, своими руками изготовить куклу в национальном костюме, принять участие в старинных обрядовых праздниках.
В экспозицию музея входят свыше 10 поясов, которые изготовлены в разных техниках: плетения, витья, ткачества на бердышке и дощечках.
Посетители, в том числе дошкольники, могут принять участие в мастер-классах и индивидуальных занятиях по изготовлению поясов, индивидуальные занятия.